# Miklós Páncsics

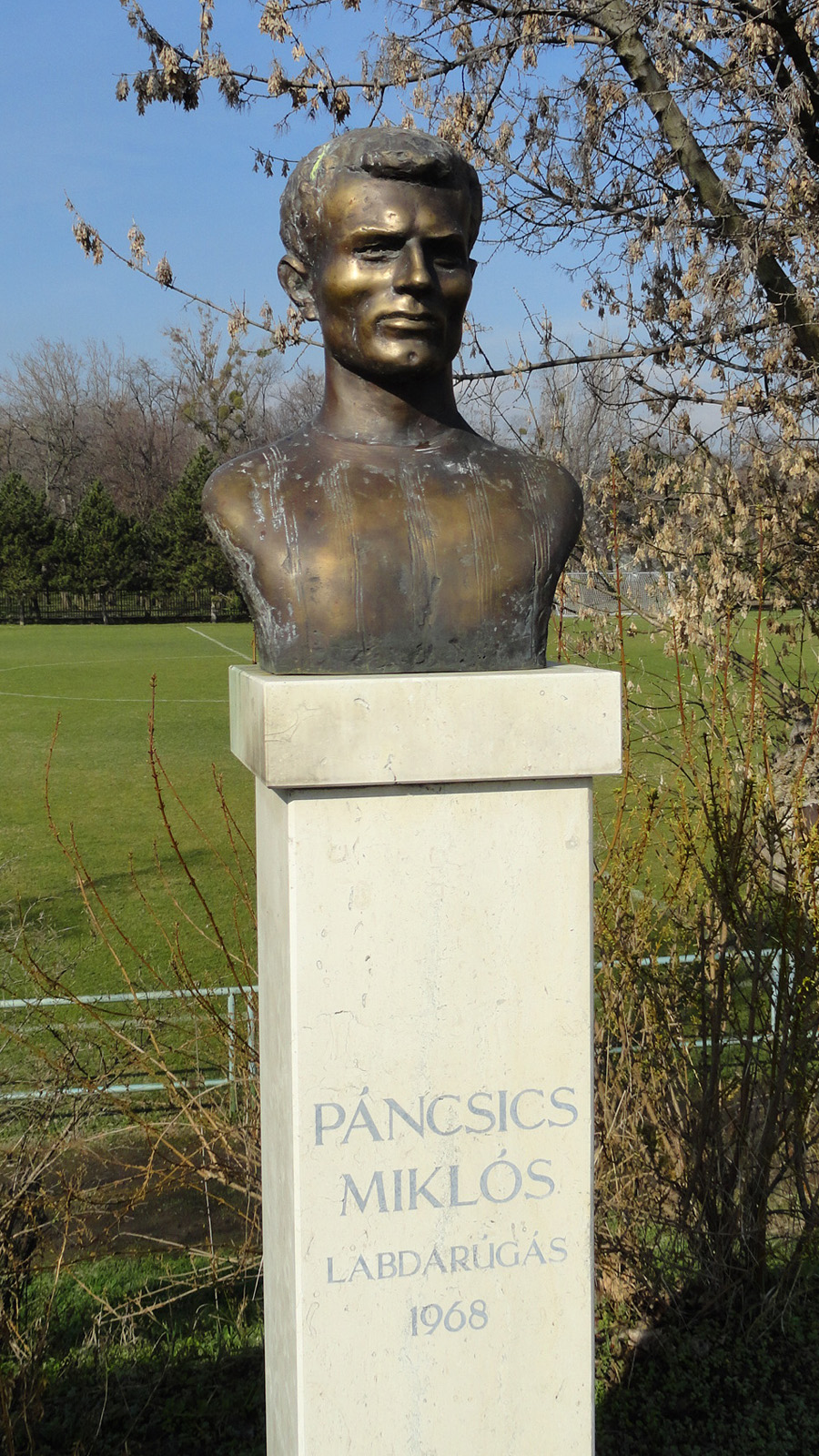
Miklós Páncsics

Miklós Páncsics (* 4. Februar 1944 in Gara; † 7. August 2007 in Budapest) war ein ungarischer Fußballspieler.

## Sportlicher Werdegang
Páncsics spielte den Großteil seiner Karriere bei Ferencváros Budapest, wo er 1963 in der Nationalen Meisterschaft debütierte. Als der Klub in der Spielzeit 1964 Landesmeister wurde, war der Abwehrspieler noch ebenso wie beim Gewinn des Messestädte-Pokals 1964/65 – hier wurde er beim 1:0-Endspielerfolg über Juventus Turin von Trainer József Mészáros nicht aufgeboten – hauptsächlich Ersatzspieler, zwei Jahre später hatte er sich jedoch als Stammspieler etabliert und gewann mit der Mannschaft in den Spielzeiten 1967 und 1968 abermals die Meisterschaft. Parallel avancierte er zum Nationalspieler, im Oktober 1967 debütierte er im Rahmen der Qualifikation zur Europameisterschaftsendrunde 1968 bei der 0:1-Niederlage gegen die DDR-Auswahlmannschaft in Leipzig im Jersey der ungarischen Auswahl. Zwar wurde die Qualifikation für das UEFA-Turnier verpasst, im Sommer des folgenden Jahres nahm er jedoch am Fußball-Wettbewerb der Olympischen Sommerspiele 1968 teil. Dort verpasste der mit der Rückennummer „4“ ausgestattete Verteidiger keins der sechs Spiele auf dem Weg zur Goldmedaille, die mit einem 4:1-Endspielsieg gegen Bulgarien gewonnen wurde.
1972 war für Páncsics ein ähnlich erfolgreiches Jahr. Im Frühjahr führte der Defensivspieler erstmals die ungarische Nationalmannschaft als Mannschaftskapitän aufs Feld, als diese im März des Jahres durch Tore von Paul Breitner und Uli Hoeneß ein Freundschaftsspiel mit einer 0:2-Niederlage gegen die bundesdeutsche Auswahlmannschaft verlor. Nachdem er im Frühjahr mit dem ungarischen Landespokal einen weiteren nationalen Titel errungen hatte, nahm er im Sommer an der EM-Endrunde in Belgien teil. Nach einer 0:1-Niederlage gegen die Sowjetunion im Halbfinale vertrat er im Spiel um den dritten Platz den in jenem Spiel frühzeitig ausgeschiedenen etatmäßigen Kapitän Ferenc Bene. Nach einer 1:2-Niederlage gegen Belgien wurde eine Medaille verpasst. Diese wiederum holte er bei den Olympischen Sommerspielen in München, als erneut der Finaleinzug gelang. Trotz zwischenzeitlicher 1:0-Führung nach einem Tor von Béla Várady verließ die Mannschaft das Olympiastadion München mit einer 1:2-Niederlage gegen Polen nur mit der Silbermedaille, da Kazimierz Deyna mit einem Doppelpack in der zweiten Halbzeit das Spiel gedreht (und sich damit zum alleinigen Turniertorschützenkönig gekrönt) hatte. Im September 1973 bestritt Páncsics das letzte seiner offiziellen 37 A-Länderspiele, hinzu kommen 13 Spiele bei zwei Olympischen Endrundenturnieren. Dabei war er ohne Torerfolg geblieben.
Bis 1974 lief Páncsics noch für Ferencváros auf, vom Klub verabschiedete er sich nach über 300 Pflichtspielen mit dem erneuten Gewinn des Landespokals. Drei Spielzeiten stand er anschließend bei Honvéd Budapest im Kader. Zwischen 1977 und 1981 spielte er noch unterklassig für den Budapesti Építők SC.